# Jurkowice Drugie
Jurkowice Drugie – przysiółek wsi Jurkowice w Polsce, położony w województwie pomorskim, w powiecie sztumskim, w gminie Stary Targ.
W latach 1975–1998 przysiółek administracyjnie należał do województwa elbląskiego.